# カワミドリ
カワミドリ（学名 Agastache rugosa ）は、シソ科カワミドリ属の多年草 。ハーブのアニスヒソップと同類で、草全体に芳香があり、長い紫色の花穂をつける。薬草として知られ、茎葉や根が漢方薬に用いられている。

## 名称
和名カワミドリの意味は不明。牧野富太郎の『新牧野日本植物圖鑑』でも触れられていない。別名でハイソウコウ（排草香）ともよばれる。学名（属名）の Agastache は、「穂を持つもの」の意味で、花穂の形状に由来する。
英語では「Korean mint」（朝鮮ミント）
花言葉は「最後の救い」である。

## 分布・生育環境
日本では、北海道、本州、四国、九州に分布。国外では、朝鮮半島、中国大陸、シベリア東部に分布する。明るい山地に自生し、やや湿った林や、川岸、沼岸などの流れの縁、湿りがちな場所に生えている。

## 特徴
植物体全体にハッカのような特有の強い芳香がある多年草。草丈は40 - 100センチメートル (cm) で、茎の断面は四角形で直立し、上部は分枝する。葉は対生し、葉身は卵状心臓形で、やや薄く、長さ5 - 10 cm、幅3 - 7 cmになる。葉の先端は鋭くとがり、基部は心形または茎の上部につくものは円形になり、葉の裏面に微細な白毛が生え、葉縁にギザギザした鈍い鋸歯がある。葉柄は1 - 4 cmになる。葉を揉むとハッカのような香りがする。
花期は8 - 10月。茎先に長さ5 - 15 cm、幅約2 cmの花穂をつけ、多数の紫色の小さな唇形花を密につける。萼は長さ5 - 6ミリメートル (mm) になる短い筒状で5裂し、裂片は長くとがり、花後も紫色をしている。花冠は紅紫色で、長さ8 - 10 mm、上唇はやや直立して浅く2裂し、下唇は3裂して中央裂片は大きい。雄蕊は4個あり、うち2個が長く、雌蕊が1個ともに花外に長く突き出て目立つ。花は美しいので、観賞用にもなる。
果実は分果で、扁三稜状の倒卵形になり長さ1.8 mm。
- 花が落ちた萼片も紫色をしている。
- 茎は断面が四角形で分枝する。
- 全草

## 利用
葉や茎は漢方に用いられる。乾燥した葉に芳香があり、生薬名に藿香（かっこう）を当てているが、これは誤りで、日本では排香草ともいう。かぜ薬などの漢方薬として、茎、葉、根を乾燥させたものを用いる。
民間では、6 - 7月に、茎の上部だけを切り取り、水洗いしたあとに吊るして陰干ししたものを、解熱薬として、また健胃薬として用いられる。1日量5 - 15グラムの藿香（排香草）を、水500 ccで半量になるまで煎じ、3回に分けて服用する用法が知られている。